# Wabasca 166C
Wabasca 166C är ett reservat i Kanada.   Det ligger i provinsen Alberta, i den centrala delen av landet, 2 900 km väster om huvudstaden Ottawa. Wabasca 166C ligger vid sjön North Wabasca Lake.
I omgivningarna runt Wabasca 166C växer i huvudsak blandskog. Trakten runt Wabasca 166C är nära nog obefolkad, med mindre än två invånare per kvadratkilometer.